# 交遊抄
交遊抄（こうゆうしょう）は日本経済新聞の平日の朝刊、最終面の文化面に掲載中のコラムである。
日本を代表する各界の著名人が登場し、その著名人と親交が深い人物との交遊録や随想を紹介する読み物で、これを原作とした「私の交遊抄」と題されたドキュメンタリー番組が、テレビ東京で放送された。
同じく日本経済新聞の「私の履歴書」が、大企業の名物会長クラスの超著名人であるのに比較して、「交遊抄」はそこまではいかない著名人が登場する。しかし、登場する人物にとって「交遊抄」に選ばれることは名誉であることに変わりはない。
「交遊抄」は本人が執筆した形式を取っているが、筆者が政治家や経済人の場合は、実際は日本経済新聞の記者によるインタビューを基にした聞き書きが多い。ただ、学者や作家など文化人の場合など本人が直接執筆する事例もある。いずれの場合も原稿料は支払われる。
テレビ東京でも1992年4月3日から1年間、これを原作として『私の交遊抄』が毎週金曜日22時30分から30分間、全国放送された。
全文で600字程度であるから、内容を散漫にしないため、日本経済新聞社内ではコラム内で触れる人物を理想的には1人、最多で3人までに絞るように求めているが、このコラムで取り上げることを社交辞令の一環として捉える経済人も多く、必ずしも徹底されてはいない。
なお、新聞発行後、日本経済新聞から「交遊抄」の登場人物に、著作物の二次使用に関する許諾書が送られてくる。本人が承諾した場合、捺印後日本経済新聞に返送する。これは「交遊抄」の出版やネットでの公開を予定してのことと考えられるが、現在まで実現していない。

## 関連項
- 私の履歴書
- 人間発見